# Orodes III
Orodes III ou Urude III (em parta: 𐭅𐭓𐭅𐭃; romaniz.: Wērōd) foi xá do Império Arsácida de 4 a 6. Embora fosse um arsácida, a sua linhagem é desconhecida. Foi elevado ao trono pela nobreza dois anos depois da morte dos cogovernantes anteriores, Fraates V e Musa (r. 2 a.C.–4 d.C.). Faltam informações sobre seu breve reinado. Foi morto após um reinado de dois anos e foi sucedido por Vonones I.

## Nome
Orodes (Ὀρώδης, Orōdēs) é a forma grega do iraniano médio Verode / Urude (em parta: 𐭅𐭓𐭅𐭃, Wērōd/Urūd). Sua etimologia é disputada, mas foi proposto que tenha se originado no iraniano antigo *Hurauda, "de forma acentuada". Foi registrado em persa médio como Viroi (Wīrōy), em parta como Virode (Wīrōδ), em persa novo como Viru (ویرو) e em armênio como Vorote (Վորոթ, Vorot’).